# Городище (Городищенская сельская община)
Городи́ще (укр. Городище) — село в Луцком районе Волынской области Украины. Административный центр Городищенской сельской общины.
Население по переписи 2001 года составляет 613 человек. Почтовый занимает площадь 1,32 км².
У села Городище был найдено городище Вал, которое является археологическим памятником.